# Sun Qiuting
Sun Qiuting –en chino, 孙萩亭– (Shanghái, 22 de septiembre de 1985) es una deportista china que compitió en natación sincronizada. Participó en los Juegos Olímpicos de Pekín 2008, obteniendo una medalla de bronce en la prueba de equipo.

## Palmarés internacional
| Juegos Olímpicos | Juegos Olímpicos | Juegos Olímpicos  | Juegos Olímpicos |
| Año              | Lugar            | Medalla           | Prueba           |
| ---------------- | ---------------- | ----------------- | ---------------- |
| 2008             | Pekín (China)    | Medalla de bronce | Equipo           |